# Sorrento Calcio 2011-2012
Questa voce raccoglie le informazioni riguardanti il Sorrento Calcio nelle competizioni ufficiali della stagione 2011-2012.

## Rosa
| N. |                    | Ruolo | Calciatore          |
| -- | ------------------ | ----- | ------------------- |
|    | Italia (bandiera)  | P     | Generoso Rossi      |
|    | Italia (bandiera)  | P     | Mauro Chiodini      |
|    | Italia (bandiera)  | P     | Fabrizio Pratticò   |
|    | Brasile (bandiera) | D     | Ronaldo Vanin       |
|    | Italia (bandiera)  | D     | Samuele Romeo       |
|    | Italia (bandiera)  | D     | Francesco Di Nunzio |
|    | Italia (bandiera)  | D     | Ernesto Terra       |
|    | Italia (bandiera)  | D     | Rocco Sabato        |
|    | Italia (bandiera)  | D     | Gianluca Nocentini  |
|    | Italia (bandiera)  | D     | Simone Bonomi       |
|    | Italia (bandiera)  | D     | Salvatore Gallo     |
|    | Italia (bandiera)  | C     | Simone Basso        |

| N. |                    | Ruolo | Calciatore            |
| -- | ------------------ | ----- | --------------------- |
|    | Italia (bandiera)  | C     | Paolo Zanetti         |
|    | Senegal (bandiera) | C     | Abdoulaye Niang       |
|    | Italia (bandiera)  | C     | Claudio Corsetti      |
|    | Italia (bandiera)  | C     | Nicola Beati          |
|    | Italia (bandiera)  | C     | Daniele Croce         |
|    | Brasile (bandiera) | C     | Rafael Bondi          |
|    | Italia (bandiera)  | C     | Cristiano Camillucci  |
|    | Italia (bandiera)  | A     | Massimiliano Carlini  |
|    | Italia (bandiera)  | A     | Ciro Ginestra         |
|    | Italia (bandiera)  | A     | Stefano Scappini      |
|    | Italia (bandiera)  | A     | Piergiuseppe Maritato |